# 向井恭介
向井 恭介（むかい きょうすけ、1964年6月3日 - ）は、日本の俳優。神奈川県横浜市出身。

## 出演

### テレビドラマ
- 仮面ライダーカブト（2006年、テレビ朝日） - 刑事 役
- OLにっぽん（2008年、日本テレビ） - 東慶商事総務部社員 役
- 水戸黄門 (パナソニック ドラマシアター) 第40部 第3話「会津剣士、男の生きざま!・会津」（2009年8月10日、TBS） - 根本平之助 役
- 月曜ゴールデン 警視庁南平班〜七人の刑事〜1（2009年8月24日、TBS） - 喫茶店の主人 役
- 土曜時代劇 隠密八百八町 第6話「大奥 鬼退治」（2011年2月12日、NHK） - 添番 役
- 月曜ゴールデン特別企画 SRO〜警視庁広域捜査専任特別調査室〜（2013年12月9日、TBS） - 鑑識課員 役
- 結婚相手は抽選で（2018年、フジテレビ） - 好美の父 役
- ストロベリーナイト・サーガ（2019年、フジテレビ） - 渡辺繁 役

### ウェブドラマ
- 仮面ライダーアマゾンズ（2016年4月 - 、Amazonプライム・ビデオ） - 守衛 役